# Kolinec
Kolinec település Csehországban, a Klatovyi járásban. Kolinec Mokrosuky, Mochtín, Nalžovské Hory, Velhartice, Zavlekov, Klatovy, Číhaň, Hrádek, Běšiny és Chlistov településekkel határos. Lakosainak száma 1443 fő (2024. január 1.).

## Népesség
A település lakosságának változását az alábbi diagram mutatja:
| Lakosok száma | 4323 | 4045 | 3981 | 2609 | 1705 | 1413 | 1445 | 1455 | 1437 | 1443 |
|               | 1869 | 1890 | 1921 | 1950 | 1980 | 2001 | 2017 | 2019 | 2022 | 2024 |